# Champagnat-le-Jeune
Champagnat-le-Jeune è un comune francese di 123 abitanti situato nel dipartimento del Puy-de-Dôme nella regione dell'Alvernia-Rodano-Alpi.

## Società

### Evoluzione demografica
Abitanti censiti